# Grindlow
Grindlow is een civil parish in het bestuurlijke gebied Derbyshire Dales, in het Engelse graafschap Derbyshire. In 2001 telde het dorp 46 inwoners.